# Priola
Priola település Olaszországban, Piemont régióban, Cuneo megyében. Lakosainak száma 650 fő (2023. január 1.). Priola Bagnasco, Calizzano, Garessio és Viola községekkel határos.

## Népesség
A település lakossága az elmúlt években az alábbi módon változott:
| Lakosok száma | 690  | 693  | 650  |
|               | 2017 | 2018 | 2023 |